# Кров людська — не водиця (роман)
«Кров людська — не водиця» — роман українського письменника Михайла Стельмаха, написаний у 1956—1957 роках. Твір створювався на честь 40-річчя Жовтневої революції та описує події 2-го півріччя 1920-х років в Україні. У 2-му томі зібрання 1982 року роман налічував 256 сторінок та був поділений на 38 розділів.
Сюжетно передує роману «Велика рідня», що містить 4 частини і був написаний ще в 1949-51 роках, але тоді це був пролог (що став далі твором «Кров людська — не водиця») і 2 частини.
Твір вивчали в 10-му класі середньої школи.
Видавався українською, російською, вірменською, естонською, казахською, латишською, литовською, молдавською, таджицькою, татарською, узбецькою мовами.Також перекладений багатьма мовами за межами СРСР.
У 1960 році був екранізований у СРСР режисером Миколою Макаренком під однойменною назвою.
Є в варіанті п'єси, були постановки в СРСР і за межами.
Центром подій є село Дяківці, де родився автор, але в творі він дає йому назву Новобугівка.

## Критика
«Тільки зараз ми починаємо розуміти глибокий гуманістичний смисл роману Михайла Стельмаха,…, закладений …десятиліттями вперед, лише тепер ми відчули далекозорість і силу справжнього таланту, ще так і не розкритого до кінця.»
У романі, що виріс з прологу «Великої рідні», відбиваються болючі пошуки селянином свого місця в житті після революції, його хитання і манівці, боязнь нового і засліпленість у роки громадянської війни. За силою гуманізму, щиросердним вболіванням за долю української нації — це один із кращих романів тодішньої літератури.
За жанром це доцентровий роман, тобто він сконденсовує й ущільнює людські дії і долі в короткий відтинок часу, ставлячи їх перед проблемою вибору, коли найповніше відчувається відповідальність за майбутнє.
Цей вибір, немов фокус, вбирає всі суперечності доби й зумовлює всі пружини сюжету.[неавторитетне джерело]

## Персонажі з репліками
- Андрійко — сліпий співак-музикант
- Антанас
- Бараболя Денис Іванович — агент отаманської контррозвідки
- Богданиха — мати Василя Підіпригори
- Бондар Іван Тимофійович
- Бондар Марія
- Варчук Сафрон Андрійович
- Василенко Клим — син Кузьми
- Василенко Кузьма
- Василинка
- Васют
- Веремій Стратон Потапович
- Галя — дружина Данила Підіпригори
- Герус — крамар, співкамерник Данила Підіпригори
- Головань Євсей
- Горицвіт Дмитро Тимофійович
- Горицвіт Тимофій — голова земельної комісії
- Гуркало Ярема Іванович
- Данько Яків
- Даньчиха
- Денисенко Настя
- Донелайтіс
- Завірюха Уляна — далека родичка Мірошниченка Свирида по молочній матері[що це?]
- Замриборщ Олекса
- Заятчук Данило
- Іванишин Кирило — немолодий коваль
- Ільїн
- Карпець Василь Денисович
- Киринюк Йосип
- Клименко
- Круп'як Омелян
- Кульницький
- Куца Федора — вдова, запекла самогонщиця
- Кушнір Степан — фронтовик, друг Василя Підіпригори
- Левко
- Марченко Григорій Михайлович — вчитель
- Мар'яна — знахарка, наймичка Стратона Веремія
- Мірошниченко Свирид Яковлевич
- Настечка
- Нечуйвітер Григорій Петрович
- Никодим — дід Січкаря Івана
- Ольга Вікторівна (Василева)
- Палилюлька
- Петлюра Симон
- Петрик — син Данила Підіпригори
- Пирогов Сергій — начальник особливого відділу
- Підіпригора Данило Петрович
- Підіпригора Мирон Петрович
- Підіпригора Олександр Петрович
- Підіпригора Юрій Олександрович — син одного з братів
- Побережний Семен
- Погиба Кіндрат — підполковник
- Руденко Іван Панасович
- Савченко Павло
- Сергієнко Полікарп
- Синиця Марко Григорович
- Січкар Іван
- Созоненко Митрофан Вакулович — лавушник, крамар
- Таганець — секретар сільради
- Троян Павло — наймит Січкаря Ів.
- Фесюк Гнат — син Супруна
- Фесюк Супрун
- Фіалковський
- Шаповал Юля
- Югина — дочка Бондарів

## Видання
В т.2:Твори в 7-и томах—К.:видавництво худож. літер-ри «Дніпро», 1982 р.,592 с.,150 тис.екз.: с.5-260.
Кров людська — не водиця.—К., Дніпро, 1992 р., 384 с., ф.<А5, 15 тис.пр., передм. Гуцало «Співець долі народної» 5—36 с., іл. Негода В. М., суперобкладинка.